# Project Runway: Threads
Project Runway: Threads (Brasil: Project Runway: Teen ) é uma série spin-off basedo no Project Runway. A série estreou em 23 de outubro de 2014 no Lifetime. No reality os designers são adolescentes e pré-adolescentes.
A cada semana três jovens designers  competem por um pacote de prêmios no valor de mais de us $25.000. Os prémios incluem $10,000  para ser usado em qualquer Jo-Ann Fabrics and Crafts Store ou joann.com; uma bolsa de estudos para o programa de verão no Fashion Institute of Design & Merchandising em Los Angeles, incluindo as despesas de viagem; um topo-de-linha de costura e bordado studio cortesia da Brother International Corporation e o designer vendedor irá aparecer no Seventeen.

## Apresentadora e Jurados
A apresentadora é a Vanessa Simmons, que também serve como um jurada. Ela é acompanhado pelos jurados comuns Christian Siriano (vencedor da 4ª temporada de Project Runway) e Ingrid Nilsen, uma vlogger do YouTube conhecido como "Missglamorazzi." Além disso há um ou dois jurados convidados a cada episódio.

## Formato
Cada episódio começa com um "Nos Mostra o Seu Estilo de Desafio", onde os três concorrentes tem que revelar um olhar, desenhado e costurado com antecedência o que mostra a sua estética pessoal. O vencedor deste desafio inicial ganha uma vantagem sobre seus adversários. Os designers trazem um adulto para ajudá-los a completar os seus desafios—do principal e outra chamada de "Porta Surpresa". A Porta Surpresa é reinventar um vestido branco. Os designers têm acesso ilimitado ao Jo-Ann Fabric Room, Brother Sewing e o Embroidery Studio.

## Episódios
| Temporada | Temporada | Episódios | Exibição original     | Exibição original      |
| Temporada | Temporada | Episódios | Estreia da temporada  | Final da temporada     |
| --------- | --------- | --------- | --------------------- | ---------------------- |
|           | 1         | 8         | 24 de outubro de 2014 | 29 de dezembro de 2014 |

### 1ª Temporada (2014)
| N.º | Título | Lançamento               |                        |
| --- | ------ | ------------------------ | ---------------------- |
| 1 | 1      | "Red Carpet"             | 24 de outubro de 2014  |
| Três adolescentes prodígios da moda são desafiados a criar um look de tapete vermelho; As surpresas mantêm os jovens designers em seus pés.              |        |                          |                        |
| 2 | 2      | "Fashion Capitals"       | 31 de outubro de 2014  |
| Três estilistas adolescentes devem criar projetos dignos de uma passarela em todo o mundo em apenas um dia.                                              |        |                          |                        |
| 3 | 3      | "The Ultimate Accessory" | 7 de novembro de 2014  |
| 4 | 4      | "Pop Star"               | 14 de novembro de 2014 |
| Três jovens designers devem criar looks que são adequados para as seus pop stars favoritas, incluindo Katy Perry, Lady Gaga e Florence Welch.            |        |                          |                        |
| 5 | 5      | "Prom"                   | 21 de novembro de 2014 |
| 6 | 6      | "Monster Mash Up"        | 5 de dezembro de 2014  |
| Os designers mais jovens da temporada são apresentados.                                                                                                  |        |                          |                        |
| 7 | 7      | "CoverLook"              | 12 de dezembro de 2014 |
| Os designers desta semana estão sérios, focados e competitivos; pois devem criar um look digno para a revista "Seventeen".                               |        |                          |                        |
| 8 | 8      | "Show Stopper"           | 19 de dezembro de 2014 |
| Os designers devem criar looks finais de destaque para o seu desfile de passarela; os designers têm estilos de design e personalidades muito diferentes. |        |                          |                        |